# 1554
Відродження •  Реформація •  Доба великих географічних відкриттів •  Ганза

## Геополітична ситуація
Османську державу очолює Сулейман I Пишний (до 1566). Імператором Священної Римської імперії є Карл V Габсбург (до 1555). У Франції королює Генріх II Валуа (до 1559).
Середню частину Апеннінського півострова займає Папська область. Неаполітанське королівство на півдні захопила Іспанія. Венеційська республіка залишається незалежною, Флорентійське герцогство, Генуя та герцогство Міланське входять до складу Священної Римської імперії.
Іспанським королівством править Карл I (до 1555). В Португалії королює Жуан III Благочестивий (до 1557).
Королевою Англії є Марія I Тюдор (до 1558). Королем Данії та Норвегії — Кристіан III (до 1559). Королем Швеції — Густав I Ваза (до 1560). Королем Угорщини та Богемії є римський король Фердинанд I Габсбург (до 1564). Королем Польщі та Великим князем литовським є Сигізмунд II Август (до 1572). Московське князівство очолює Іван IV (до 1575).
Галичина входить до складу Польщі. Волинь та Придніпров'я належить Великому князівству Литовському.
На заході євразійських степів існують Кримське ханство, Астраханське ханство, Ногайська орда. Єгиптом володіють турки. Шахом Ірану є сефевід Тахмасп I.
У Китаї править династія Мін. Значними державами Індостану є Імперія Великих Моголів, Біджапурський султанат, Віджаянагара. В Японії триває період Муроматі.
Триває підкорення Америки європейцями. На завойованих землях ацтеків існує віцекоролівство Нова Іспанія, на колишніх землях інків — Нова Кастилія.

## Події

### В Україні
- Польський король Сигізмунд II Август призначив Дмитра Вишневецького стражником на острові Хортиця за дніпровими порогами.
- На карті Меркатора зазначене Рівне.

### У світі
- Турки захопили в сефевідів місто Єреван.
- В Англії спалахнуло й зазнало поразки повстання Томаса Ваєтта.
- Страчено Джейн Грей, принцесу Єлизавету заточено в Тауер.
- Англійська королева Марія I Тюдор побралася Філіпом II, сином імператора.
- Марія де Гіз стала регенткою Шотландії.
- Французи на чолі з П'єтро Строцці в союзі з сієнцями завдали поразки імперським військам поблизу Марчіано. Герцог де Гіз відбив напад військ імператора Карла V Габсбурга на Пікардію.
- Саадити завоювали Королівство Фес (в сучасному Марокко).
- Правителем півночі Індостану став Фіруз Шах Сурі.
- Правитель моголів Хумаюн захопив Пешавар.
- Єзуїти Мануел да Нобрега та Жозе ді Анш'єта засновали місто Сан-Паулу в Бразилії.

## Народились
Докладніше: Народилися 1554 року

## Померли
Докладніше: Померли 1554 року
3 лютого. Помер староста Черкаський Санґушко Дмитро Федорович.